# Édouard Alfred Martel

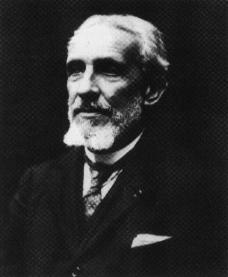
Édouard Alfred Martel

Édouard Alfred Martel (ur. 1 lipca 1859 w Pontoise, zm. 3 czerwca 1938 w Garde k. Montbrison) – francuski speleolog.
Badał jaskinie we Francji, W. Brytanii, Irlandii, na Kaukazie, Peloponezie, Majorce i w USA. W 1895 założył Francuskie Towarzystwo Speleologiczne. Napisał podstawowe prace z dziedziny speleologii, m.in. w 1898 opublikował La spéléologie ou science des cavernes.